# Laurhervasia rhodesiae
Laurhervasia rhodesiae is een insect uit de familie van de Nemopteridae, die tot de orde netvleugeligen (Neuroptera) behoort. 
Laurhervasia rhodesiae is voor het eerst wetenschappelijk beschreven door Tjeder in 1967.